# Cath Kidston (公司)
Cath Kidston是一個由凱思·金德斯頓創立的英國品牌，以生產花朵圖案家居擺設聞名。
2011年，Cath Kidston獲美國私募股權基金TA Associates 收購65%股權，凱思·金德斯頓及其他公司管理層分別持有餘下的23%及12%股權。
2014年7月，霸菱亞洲投資基金入股Cath Kidston。
2020年4月，霸菱亞洲投資基金委託 Alvarez & Marsal 為Cath Kidston的破產管理人。其後，Cath Kidston宣佈關閉英國全數60間實體店舖，只保留網上業務。Cath Kidston的日本分公司Cath Kidston Japan亦申請破產，Cath Kidston Japan在日本經營約40間分店，負債總額約60億日元。

## 外部連結
- Cath Kidston（页面存档备份，存于）